# Chessmaster 5000
Chessmaster 5000, su schermo anche The Chessmaster 5000: 10th Anniversary Edition, è un videogioco di scacchi pubblicato nel 1996 per Windows dalla Mindscape.
È l'ottavo titolo della longeva serie di Chessmaster iniziata dieci anni prima.
Lo stesso anno la Mindscape pubblicò Chessmaster Online o The Chessmaster 5000 Online, un gioco multigiocatore online gratuito basato su una semplificazione di Chessmaster 5000, che utilizzava server Mindscape ora non più attivi.
Fu seguito da Chessmaster 5500 (1997). L'articolo The nel titolo, caratteristico di tutti i giochi precedenti, non fu più utilizzato nella serie.